# Эпик, Григорий Данилович
Григорий Данилович Э́пик (укр. Григорій Данилович Епік; 1901—1937) — украинский советский писатель.

## Биография
Родился в семье рабочего. Окончил сельскую школу. С 1916 г. работал в железнодорожных мастерских конторщиком на складе. За участие в антигетманском восстании был изгнан с работы. В 1919 г. вступил добровольцем в Первый Новомосковский повстанческий полк, принимал участие в революционных событиях.
В начале 1920 г. вступил в партию большевиков, начал работать в ревкоме Каменки. Впоследствии переехал в Полтаву, был инструктором политпросвещения, секретарём и председателем уездного исполкома. С 1922 г. — в культотделе окружкома КП(б)У, затем в губкоме комсомола. В 1924—1926 гг. — главный редактор издательства «Красный путь» и ДВУ в Харькове. Учился в Институте марксизма-ленинизма. С августа 1933 года — на творческой работе.
Принимал участие в деятельности культурно-просветительских обществ, входил в Союз крестьянских писателей «Плуг», впоследствии примкнул к группе Хвылевого «ВАПЛИТЕ».
В июне 1934 г. во время партийной чистки исключён из КП(б)У с формулировкой: «В течение долгих лет и до последнего времени сопротивлялся линии партии в литературе, поддерживал националистические элементы в их борьбе против партии».
5 декабря 1934 г. арестован якобы за принадлежность к контрреволюционной националистической организации, планировавшей террористические акты против руководителей Компартии и правительства. Исключение из партии, арест сразу же после убийства Кирова духовно надломили писателя. Писатель стал фигурантом «дела боротьбистов». В противовес арестованным одновременно с ним в Харькове В. Пидмогильному, Н. Кулишу, долгое время отвергавшим надуманные обвинения, Эпик без сопротивления признал свою принадлежность к мифической террористической организации, в которую якобы входили Н. Кулиш, В. Полищук, В. Пидмогильный, Е. Плужник, В. Вражливый.
В начале 1935 г. многих поразило письмо Эпика на имя наркома В. Балицкого, в котором писатель раскаивался за преступные намерения всей группы и признавал, что их всех стоит расстрелять, «как бешеных псов». На пленуме правления Союза писателей Украины письмо зачитал секретарь ЦК КП(б)У Постышев.
Был приговорён к 10-летнему заключению общим приговором на 17 человек и отправлен на Соловки.
Письма писателя жене из концлагеря переполнены фальшивым пафосом, длинными списками классической литературы, которую он якобы читает в часы досуга, а также рассказами о том, что он вдохновенно работает над книгой новелл «Соловецкие рассказы», которая, по его мнению, «принесла бы очень много пользы и имела бы большой успех». Рукопись этой книги Эпик впоследствии прислал в Москву на имя наркома внутренних дел с просьбой ознакомить с ней «старших».
В книге «Украинская интеллигенция на Соловках» С. Пидгайный вспоминает, как бодрый писатель вдруг «перестал быть ударником, сжёг новеллы и роман, написанные „во славу Чека“, отказался от работы, ссылаясь на боль в ноге…»
В октябре 1937 г. дело Эпика, как и других украинских писателей и художников, неожиданно пересмотрела тройка УНКВД Ленинградской области и вынесла новый приговор — расстрел. Приговор был исполнен 3 ноября того же года в Сандармохе. Семье писателя впоследствии была выдана справка с ложной информацией о том, что он умер 28 января 1942 года. Указанная дата смерти использовалась как официальная в энциклопедических и справочных изданиях советского времени.
Реабилитирован посмертно в 1956 г. «за отсутствием состава преступления» постановлением Военной коллегии Верховного суда СССР.
На Байковом кладбище Киева установлен кенотаф Григория Эпика на могиле его сына и жены.

## Творчество
Основные творческие достижения писателя — повесть «Осенью», где выведен тип коммуниста-перерожденца, безнаказанно властвующего в жилищном кооперативе, и роман «Без почвы», в котором писатель остро заклеймил приспособленцев — «папероидов», выработавших собственную систему существования: полное повиновение сильным и беспощадное издевательство над слабыми. В романе «Первая весна» (1931) сумел правдиво показать отчаянное сопротивление крестьянства насильственной коллективизации. В 1932 году издал прокомсомольский роман «Петро Ромэн», где воспел рост советской технической интеллигенции.

### На русском языке
- Встреча: Повести и рассказы / Авториз. пер. с укр. Зинаиды Тулуб; Предисл. А. Лейтеса. — М.—Л.: Гос. изд-во, 1930. — 232 с.
- Первая весна: Роман / Авториз. пер. с укр. сокр. изд. Е. М. Рифтиной. — М.: [ГИХЛ], 1934. — 207 с.
- Избранное / Пер. с укр.; [Предисл. И. Сенченко]. — М.: Сов. писатель, 1960. — 476 с. Содерж.: Первая весна; Встреча.

## Память
В Днепре на здании «Центра художественно-эстетического творчества учащейся молодежи», в прошлом — Средняя общеобразовательная школа им. Г. Д. Эпика № 90, установлена мемориальная доска.